# National Basketball Association 1950/1951
National Basketball Association 1950/1951 var den 5:e säsongen av den amerikanska proffsligan i basket. Säsongen inleddes den 31 oktober 1950 och avslutades den 18 mars 1951 efter 354 seriematcher.
Lördag den 21 april 1951 blev Rochester Royals det fjärde laget att vinna mästerskapet genom att besegra New York Knicks med 4-3 i matcher i en finalserie i bäst av 7 matcher.
På grund av att 6 lag försvann ifrån ligan efter säsongen 1949/1950 återstod bara 2 divisioner. Dessutom drog sig Washington Capitols ur ligan efter ungefär halva säsongen.
Den första All Star-matchen spelades den 2 mars 1951 i Boston Garden, Boston, Massachusetts. Eastern Division vann matchen över Western Division med 111-94 inför 10.094 åskådare.
Tri-Cities Blackhawks spelade sin sista säsong i ligan och flyttade från "Tri-Cities"-området (Moline och Rock Island, Illinois samt Davenport, Iowa) till Milwaukee, Wisconsin och blev Milwaukee Hawks.

## Grundserien
Not: V = Vinster, F = Förluster, PCT = Vinstprocent
- Lag i GRÖN färg till slutspel.
- Lag i RÖD färg har spelat klart för säsongen.

| Lag                   | V  | F  | PCT  |
| --------------------- | -- | -- | ---- |
| Philadelphia Warriors | 40 | 26 | .606 |
| Boston Celtics        | 39 | 30 | .565 |
| New York Knicks       | 36 | 30 | .545 |
| Syracuse Nationals    | 32 | 34 | .485 |
| Baltimore Bullets     | 24 | 42 | .364 |
| Washington Capitols   | 10 | 25 | .286 |

| Lag                    | V  | F  | PCT  |
| ---------------------- | -- | -- | ---- |
| Minneapolis Lakers     | 44 | 24 | .647 |
| Rochester Royals       | 41 | 27 | .603 |
| Fort Wayne Pistons     | 32 | 36 | .471 |
| Indianapolis Olympians | 31 | 37 | .456 |
| Tri-Cities Blackhawks  | 25 | 43 | .368 |

## Slutspelet
De fyra bästa lagen i den östra och västra division gick till kvartsfinalspel, där ettorna mötte fyrorna och tvåorna mötte treorna. Divisionssemifinalerna avgjordes i bäst av 3 matcher, Divisionsfinalerna avgjordes i bäst av 5 matcher medan finalserien avgjordes i bäst av 7 matcher.
|  | Divisionssemifinal | Divisionssemifinal | Divisionssemifinal |           |   | Divisionsfinal | Divisionsfinal | Divisionsfinal |  |  | NBA-final | NBA-final | NBA-final |
|  |                    |                    |                    |           |   |                |                |                |  |  |           |           |           |
|  | 1                  | Minneapolis        | 2                  |           |   |                |                |                |  |  |           |           |           |
|  | 4                  | Indianapolis       | 1                  |           |   |                |                |                |  |  |           |           |           |
|  | 4                  | Indianapolis       | 1                  |           | 1 | Minneapolis    | 1              |                |  |  |           |           |           |
|  | Western Division   |                    |                    |           | 1 | Minneapolis    | 1              |                |  |  |           |           |           |
|  |                    |                    | 2                  | Rochester | 3 |                |                |                |  |  |           |           |           |
|  | 3                  | Fort Wayne         | 2                  | Rochester | 3 | 1              |                |                |  |  |           |           |           |
|  | 3                  | Fort Wayne         |                    |           |   | 1              |                |                |  |  |           |           |           |
|  | 2                  | Rochester          | 2                  |           |   |                |                |                |  |  |           |           |           |
|  |                    |                    |                    |           |   |                |                |                |  |  | W2        | Rochester | 4         |
|  |                    |                    | E3                 | New York  | 3 |                |                |                |  |  |           |           |           |
|  | 1                  | Philadelphia       | 0                  |           |   |                |                |                |  |  |           |           |           |
|  | 4                  | Syracuse           | 2                  |           |   |                |                |                |  |  |           |           |           |
|  | 4                  | Syracuse           | 2                  |           | 4 | Syracuse       | 2              |                |  |  |           |           |           |
|  | Eastern Division   |                    |                    |           | 4 | Syracuse       | 2              |                |  |  |           |           |           |
|  |                    |                    | 3                  | New York  | 3 |                |                |                |  |  |           |           |           |
|  | 3                  | New York           | 3                  | New York  | 3 | 2              |                |                |  |  |           |           |           |
|  | 3                  | New York           |                    |           |   | 2              |                |                |  |  |           |           |           |
|  | 2                  | Boston             | 0                  |           |   |                |                |                |  |  |           |           |           |

### NBA-Final
Rochester Royals mot New York Knicks
| Match   | Datum    | Hemmalag  | Bortalag  | Resultat |
| ------- | -------- | --------- | --------- | -------- |
| Match 1 | 7 april  | Rochester | New York  | 92 - 65  |
| Match 2 | 8 april  | Rochester | New York  | 99 - 84  |
| Match 3 | 11 april | New York  | Rochester | 71 - 78  |
| Match 4 | 13 april | New York  | Rochester | 79 - 73  |
| Match 5 | 15 april | Rochester | New York  | 89 - 92  |
| Match 6 | 18 april | New York  | Rochester | 80 - 73  |
| Match 7 | 21 april | Rochester | New York  | 79 - 75  |

Rochester Royals vann finalserien med 4-3 i matcher